# Bataille de Jarte
Guerre Adal-Éthiopie
Batailles
La Bataille de Jarte se déroula du 4 au 16 avril 1542 entre les forces d'Ahmad ibn Ibrahim al-Ghazi (Ahmad Gragn) et de l'Empire éthiopien assistées d'un corps expéditionnaire portugais dirigé par Cristóvão da Gama. Les Abyssins et les Portugais ont été victorieux, avec Ahmad Gragn blessé par l'armée chrétienne en infériorité numérique, et les Adalites forcés de battre en retraite.

## Prélude
Avant la bataille, les Portugais avaient marché pendant deux jours vers Jarte (ou Farte), alors qu'ils montaient leur camp, un envoyé du « Prester » est arrivé avec un message leur demandant « de marcher aussi vite que possible, pendant qu'il faisait le même, afin de rejoindre avant de rencontrer le roi de Zeila, qui avait une grande force, et avec qui un combat par un seul serait périlleux ».
Marchant jusqu'à atteindre les plaines, ils rencontrèrent le seigneur du territoire local, qui visita Cristóvão et lui présenta de très beaux chevaux, lui disant qu'il savait que leur ennemi venait à leur recherche et que de nombreux jours ne pouvaient pas passer avant de se rencontrer; qu'il devrait prendre les dispositions nécessaires, et sur l'envoi d'espions. Les nombreux espions devant leur armée revinrent deux jours plus tard avec la nouvelle que le camp des Maures était proche et que nous devrions nous rencontrer avant le lendemain. Lorsque Cristóvão a découvert qu'il ne pouvait pas éviter une bataille avec eux sans perdre la réputation qu'ils avaient acquise, il l'a acceptée plutôt que « de perdre notre prestige - car la victoire est entre les mains de Dieu ».
Montant leur camp la veille du dimanche des Rameaux, la reine (Seble Wongel) est arrivée à leurs arrières. Elle a été placée au centre du camp, qui était convenablement aménagé pour attendre les mares car il occupait une butte près du ruisseau d'afgol (Afgol Ghiorghis, Tigré?), le meilleur emplacement en plaine. L'armée musulmane a ensuite rencontré l'armée unie à une ligue de là, dans une zone en bordure du Désert de Danakil, envoyant cinq cavaliers en éclaireurs qui les ont repérés du haut d'une autre colline et revint donner des informations à l'imam Gragn. Da Gama a ensuite envoyé deux cavaliers portugais pour découvrir la taille de l'armée du Sultanat d'Adal, et tout en installant le camp d'Ahmad Gragn, avec 300 cavaliers et trois grandes bannières, deux blanches avec des lunes rouges et une rouge avec une lune blanche, a examiné les forces opposées alors que le reste de son armée les entourait. Apparaissant plus nombreux et plus volontaires qu'ils ne l'étaient en raison de grandes quantités de trompettes, tambours, cris et escarmouches, il y avait une peur constante d'une attaque d'Adal, mais les chrétiens étaient prêts pour le combat. Cependant, l'armée d'Adal ne fit que les encercler jusqu'au lendemain car « ils n'osaient pas nous attaquer la nuit parce que notre camp apparaissait de l'extérieur très redoutable, à la fois à cause des coups que nous tirions de temps à autre, et à cause des nombreuses allumettes allumées qu'ils voyaient, dont ils avaient une grande peur ». Plus tard, s'émerveillant beaucoup de comment Da Gama a eu l'audace de se présenter devant lui avec si peu de force; qu'en effet il semblait n'être qu'un garçon, comme le disait la rumeur, et innocent sans expérience. L'imam Ahmad Gragn proposa de permettre à Cristóvão da Gama et à ses Portugais de retourner dans leur pays car Seble Wongel l'avait trompé. L'imam envoya alors un chapelet et un col, insultant les Portugais en les comparant à des frères. Cristóvão a alors répondu qu'il était venu ici sur ordre du grand Lion de la mer - Que le lendemain il verrait ce que valaient les Portugais, et qu'il ne devait pas passer par lui ; car ils n'obéissaient à aucun seigneur sauf le roi de Portugal puis envoyant de petites pinces à épiler pour ses sourcils et un très grand miroir, ce qui insinuait qu'Ahmad Gragn était une femme.

## Bataille
Les musulmans n'ont presque rien fait pour le lendemain, dans l'intention d'affamer certains chrétiens. Le récit portugais fait état de l'implication de 200 arquebusiers Turcs auxquels les Adalites tenaient beaucoup, qui leur ont permis de vaincre initialement l'Abyssinie. « Ils étaient en effet des hommes d'une plus grande détermination, car ils se sont rapprochés de nous plus que tous les autres et ont beaucoup aidé l'imam Gragn. Christovão a dû envoyer Manuel da Cunha et Inofre de Abreu avec soixante-dix hommes pour les déloger, ce qu'ils firent. Des cavaliers ont essayé de soutenir les Turcs, et ici des Portugais ont été blessés. Depuis notre camp, notre artillerie a tué des cavaliers et blessé de nombreux Maures ». Cristóvão a alors sonné ses trompettes pour les rappeler et, en raison de la diminution constante des approvisionnements et du refus de leurs adversaires d'attaquer, a organisé ses forces avec la reine au centre.
Au matin du mardi 4 avril 1542, ils commencèrent à marcher vers leur ennemi qui criait, claironnait et tambourinait, les croyant pris au piège ; les chrétiens ont alors tiré avec leurs matchlocks et artillerie, tuant 4 cavaliers et quelques fantassins. Les Turcs, voyant les dégâts causés par leur offensive, avancèrent. Ahmed Gragn les vit et chargea mais sa cavalerie ne pouvait pas faire de mal aux Portugais en raison de la bravoure de leur avant-garde et de la peur des chevaux des coups de feu. Cristóvão a alors arrêté sa force et a affecté 50 de ses troupes pour arrêter 100 Turcs qui avançaient. L'offensive brutale a blessé Cristóvão lui-même, qui a été atteint d'une balle dans la jambe. Ahmad, voyant cela, s'avança pour encourager ses forces à charger et reçut une balle dans la cuisse. Lorsqu'ils le virent tomber, ses trois bannières furent baissées, signalant une retraite, et les Adalites le portèrent dans leurs bras. Lorsque Cristóvão a vu cela, il a su que son adversaire avait été blessé, faisant sonner les trompettes et timbales. Les Portugais ont crié « Saint Jacques!» et ont chargé avec 200 Éthiopiens; « Nous en avons tué beaucoup et les avons suivis dans un espace où les Abyssins se sont vengés des Maures, les tuant comme s'ils avaient été des moutons ».
En raison du fait que Cristóvão da Gama n'avait pas de cheval pour les poursuivre et en raison de la faiblesse de ses forces, il se contenta de la victoire (qui n'était pas mineure). Pendant sa poursuite, la reine fit dresser une tente, elle et ses femmes bandant les blessés avec leur propre couvre-chef et pleurant des larmes de joie car elles avaient eu peur.
Les Portugais ont subi plus de cinquante blessés, principalement par des balles de fusils à mèche; mais leur ennemi paya cher et le terrain en était rempli de leurs corps: « Les Abyssins reconnurent quatre des principaux capitaines du roi de Zeila ; là gisaient morts sur le terrain quarante chevaux et trente Turcs ».

## Conséquences
Après la victoire, l'armée chrétienne a voulu se reposer, mais le dirigeant local leur a conseillé de ne pas le faire en raison du mauvais état de l'environnement et de retourner plutôt sur les terres contrôlées par l'Éthiopie. Le chirurgien portugais ayant été blessé à la main droite, Cristóvão da Gama a dû s'occuper lui-même des blessés. Les Portugais resteront dans la région pendant une semaine pour récupérer et attendre des renforts de Massaoua qui n'arriveront pas, pendant ce temps Seble Wongel a envoyé des espions déguisés. À la suite de sa défaite à Jarte, l'imam Ahmad Gragn a demandé l'aide du gouverneur ottoman du Yemen à Aden. Ces renforts de troupes turques, arabes et albanaises l'assisteront plus tard dans la bataille de Wofla.